# Charlotte Perrelli
Anna Jennifer "Jenny" Charlotte Nilsson (Småland, 7 de octubre de 1974), más conocida como Charlotte Perrelli, y antiguamente como Charlotte Nilsson, es una cantante y presentadora sueca, ganadora en dos ocasiones del Melodifestivalen, en 1999 y 2008, y una vez del Festival de Eurovisión 1999 con la canción "Take Me to Your Heaven". 
Desde 1999, Perrelli ha publicado siete álbumes y varios sencillos. Volvió a representar a Suecia en el Festival de la Canción de Eurovisión 2008 con su canción "Hero". Es una de las cantantes femeninas más populares de Suecia y suele actuar en los principales espectáculos del país. A lo largo de su carrera, ha trabajado con diferentes tipos de música, desde dansband y schlager, pasando por el pop moderno, hasta baladas conmovedoras y melodías de jazz. 

## Biografía

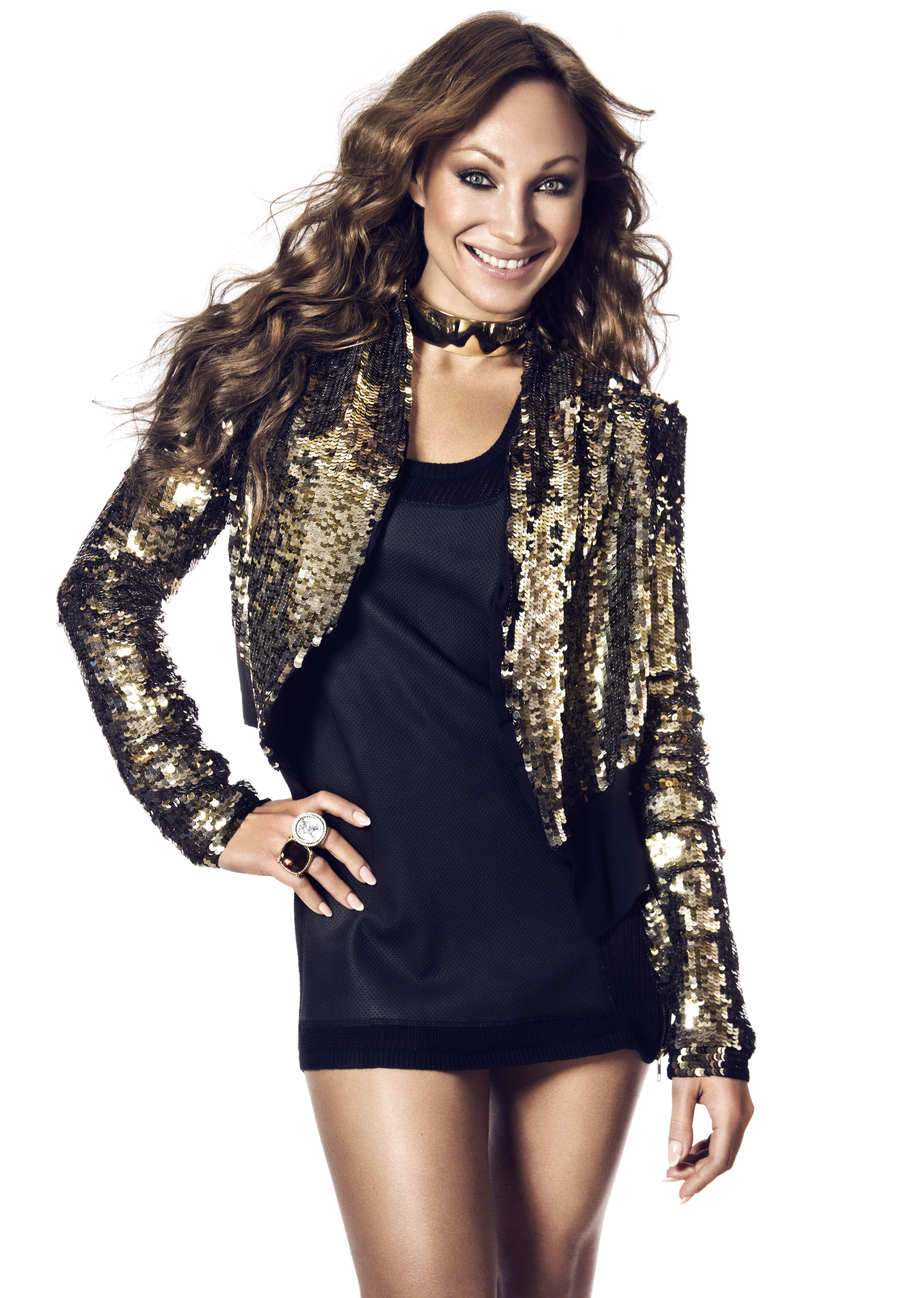
Charlotte en 2013.

Nació en la localidad sueca de Hovmantorp, Småland, al sur de Suecia el 7 de octubre de 1974. A los trece años Nilsson se unió a una banda de baile local, Bengt Ingvars,  que se convirtió en "Bengt Ingvars med Charlotte".  Después de terminar su educación escolar obligatoria, se mudó de Hovmantorp a la ciudad vecina de Växjö, donde asistió a la Escuela Superior de Artes Escénicas. También se convirtió en la cantante principal de una banda llamada Kendix.
En 1994, Nilsson comenzó a cantar con la consolidada banda de baile Anders Engbergs. Después de dos álbumes, los dejó y se unió a la exitosa banda Wizex en 1997.  Los lugares más grandes y la gestión profesional aumentaron la reputación de la banda. En 1998, la banda fue nominada a un Grammis sueco (Grammy) por el álbum Mot nya mål y el álbum Tusen och en natt que fue disco de oro.
De 1997 a 1998, Nilsson interpretó a la instructora Millan Svensson en la telenovela sueca Vita lögner.

## Trayectoria
Siguió su carrera en solitario en 1999, cuando con 25 años ganó el Melodifestivalen nacional de ese año, con la canción "Tusen Och En Natt" ("Mil y una noches"). Ganó ampliamente, superando a artistas como Drömhus, Roger Pontare y Arvingarna, que ya tenían una exitosa carrera respecto a la escasa experiencia de Charlotte. Nilsson fue a Jerusalén para competir como representante sueca en el Festival de la Canción de Eurovisión de 1999 el 29 de mayo con su canción "Take Me to Your Heaven".  Ganó el concurso con 163 puntos, convirtiéndose en la cuarta representante sueca en ganar la competencia desde la victoria de Carola Häggkvist en 1991, los hermanos Herreys en 1984 y ABBA en 1974.
Tras su éxito en Eurovisión, Nilsson realizó una gira por Europa y Oriente Medio promocionando su canción ganadora. También comenzó a trabajar en su primer álbum en solitario, Charlotte. Ese mismo año fue elegida la mujer más sexy de Suecia por la revista Café. Más tarde lanzó «I Write You a Lovesong», junto con su álbum debut Charlotte, que fue bien recibido. No participó en el Festival de Eurovisión 2000 debido a una disputa con Sveriges Television.
Este triunfo catapultó su carrera en Suecia, En 2001, Nilsson lanzó su segundo álbum, Miss Jealousy, un álbum de pop/rock que incluía el sencillo "You Got Me Going Crazy", que llegó al top 20 y fue escrito por Mårten Sandén, Johan Åberg y Paul Rein(en España versionada por Natalia bajo el título "Vas a volverme loca"). Nilsson presentó la primera semifinal del Melodifestivalen 2003 junto a Mark Levengood y Lena Philipsson.  En abril de 2003 actuó en Jesus Christ Superstar en Estocolmo. En septiembre lanzó un nuevo sencillo, «Broken Heart», al que le siguió el álbum Gone Too Long en junio de 2004. El álbum contenía canciones como «Gone Too Long», «Flashdance» y «Million Miles Away». También presentó las semifinales y final del Melodifestivalen 2004. Así como el éxito radial "Light of My Life". Después del lanzamiento, promocionó el álbum en toda Europa y Nueva Zelanda. Charlotte Nilsson cambió su nombre a Charlotte Perrelli después de su matrimonio en 2003, y ha conservado el apellido desde su divorcio en 2009.
Tras el éxito cosechado en el Melodifestivalen 2003, se volvió a pedir a Perrelli que presentara el Melodifestivalen 2004. Perrelli, Peter Settman y Ola Lindholm acabaron presentando toda la gira juntos. Tras el festival, la cadena sueca TV4 le ofreció su propio programa, Super Troupers, un talent-show para niños. A mediados de 2004, se unió a Robert Wells, Jill Johnson y otros en la gira Rhapsody in Rock. En la primavera de 2005, fue jurado en Inför Eurovision, un programa de televisión que presentaba un avance de las canciones de Eurovisión de ese año. En 2006, publicó el álbum I din röst, en honor de la famosa cantante de jazz Monica Zetterlund, en el que versionaba las canciones más famosas de Zetterlund, junto con algunas favoritas personales y la balada soul «I din röst», canción que Perrelli compuso para el álbum. El álbum tuvo éxito y Perrelli interpretó muchas de las canciones en los principales programas suecos, como Allsång på Skansen y Nationaldagen. También fue copresentadora del programa de televisión Tillsammans för världens barn en octubre, donde también interpretó «The Greatest Love of All».
En mayo de 2007, Perrelli fue la experta sueca en la mesa redonda del programa Nordic preview show sobre el Festival de Eurovisión. A mediados de 2007, Perrelli realizó una gira por Suecia con Diggiloo. Le acompañaron cantantes como Linda Bengtzing, Lasse Holm, Molly Sandén, Lotta Engberg y Jan Johansen. Durante el verano lanzó la balada de amor «Som du», que interpretó en el popular programa Sommarkrysset. En otoño lanzó el single disco «Jag är tillbaks», que interpretó en el programa Babban & Co.
El 15 de marzo de 2008, Perrelli actuó en el Globe Arena de Estocolmo y volvió a ganar el Melodifestivalen 2008 con su canción «Hero», que encabezó las listas de éxitos en Suecia durante varias semanas y se convirtió en el sencillo más vendido de 2008 para un artista sueco. A continuación representó a Suecia en el Festival de Eurovisión 2008 en Belgrado (Serbia), donde llegó a la final. Como preparación para Eurovisión, realizó una gran gira en la que actuó en populares programas de televisión de 17 países para promocionar la canción. El 14 de abril, Perrelli rodó el vídeo musical de «Hero» en Estocolmo. También lanzó su álbum titulado Hero, que llegó a ser disco de platino en Suecia. A pesar de ser una de las favoritas para ganar Eurovisión, terminó en el puesto 18 de 25 candidaturas en la final, con 47 puntos en total. La canción «Bullet» se lanzó posteriormente como sencillo, con un rendimiento moderado en las listas suecas.
Perrelli comenzó los ensayos de Rhapsody in Rock junto a Wells, con quien realizó una gira durante ese verano. Perrelli y Wells ofrecieron un concierto en Pekín (China) durante los Juegos Olímpicos de verano de 2008. En agosto se supo que Perrelli había firmado un contrato discográfico con una discográfica china, por lo que su álbum Hero se publicó en China.
Durante el otoño, trabajó en su álbum navideño Rimfrostjul, que salió a la venta en noviembre de 2008. También actuó en varios de los principales programas de televisión suecos, como Sommarkrysset, Victoriadagen y Nationaldagen. El 31 de octubre de 2008, Perrelli fue juez invitada y coach de los concursantes restantes de Idol 2008. En noviembre y diciembre, promocionó su álbum navideño y realizó una gira por Suecia. A principios de 2009, viajó a Pekín para actuar en una serie de programas de televisión. Trabajó como jurado en el programa sueco Talang 2009.
En el Schlager pride de Estocolmo, en julio de 2009, anunció que publicaría un nuevo álbum en 2010, aunque más tarde se aplazó a 2012. Perrelli grabó un nuevo sencillo para la Boda Real sueca en junio de 2010 junto con el cantante pop Magnus Carlsson titulado «Mitt livs gemål», que tuvo muy buena acogida y se interpretó en toda Suecia. En agosto, publicó un libro de fitness titulado Kan du Kan jag. En diciembre de 2010, realizó una gira por las iglesias suecas con su material de Rimfrostjul. Perrelli continuó como juez en Talang 2010 y Talang 2011. Durante el verano, realizó una gira con Diggiloo una vez más. En noviembre de 2011, confirmó que interpretaría a Eva Perón en la versión sueca del musical Evita en la Ópera de Malmö. Como resultado, lanzó Don't cry for me Argentina como single.
Participó en el Melodifestivalen 2012 con la canción «The Girl», de Fredrik Kempe, para representar a Suecia en el Festival de Eurovisión 2012, celebrado en Bakú (Azerbaiyán). En la cuarta semifinal del certamen, quedó quinta y no logró clasificarse para la final. No obstante, lanzó su séptimo álbum, titulado The Girl, que contenía ocho temas nuevos, entre ellos «Little Braveheart», a dúo con la cantante belga Kate Ryan. Otros de sus éxitos son Just not tonight y No More Black & Blue. También lanzó su propio perfume y una loción brillante llamada The Girl.
En el verano de 2012, volvió a salir de gira con Diggiloo. Después de esto, lanzó su segundo libro de fitness. En 2013, lanzó su segundo álbum de Navidad titulado Min barndoms jul y realizó una extensa gira por Escandinavia. En 2015, lanzó la canción Bröllopsvalsen, que interpretó en numerosos eventos. La canción es un homenaje a su marido. También publicó un libro sobre el embarazo. En 2017, lanzó el álbum de música en sueco titulado Mitt liv. También realizó una gira con Diggiloo durante los veranos de 2014, 2015, 2017 y 2018. En 2018, apareció en Så mycket bättre que se emite en TV4. Lanzó su autobiografía en octubre de 2018 titulada Flickan från Småland, que también fue el nombre de su gira de 2019 por Suecia. En 2019 Perrelli fue comentarista para SVT en el Festival de Eurovisión 2019 en Israel junto a Edward af Sillén, 20 años después de ganar el concurso en el mismo país.
Participó en el Melodifestivalen 2021 con la canción «Still Young» al clasificarse para la final, donde quedó octava con 60 puntos.
Perrelli actuó como uno de los actos de intervalo en la segunda semifinal y la final del Festival de Eurovisión 2024 en Malmö.
Desde su triunfo en Jerusalén, Charlotte se acercó al  mundo de la prensa rosa, siendo portada de revistas del corazón en infinidad de ocasiones. Incluso su boda con Nicola Perrelli, quien le daría su nuevo apellido de casada, fue retransmitida por televisión. Actualmente está divorciada y ha tenido varios hijos.

## Discografía

### Sencillos

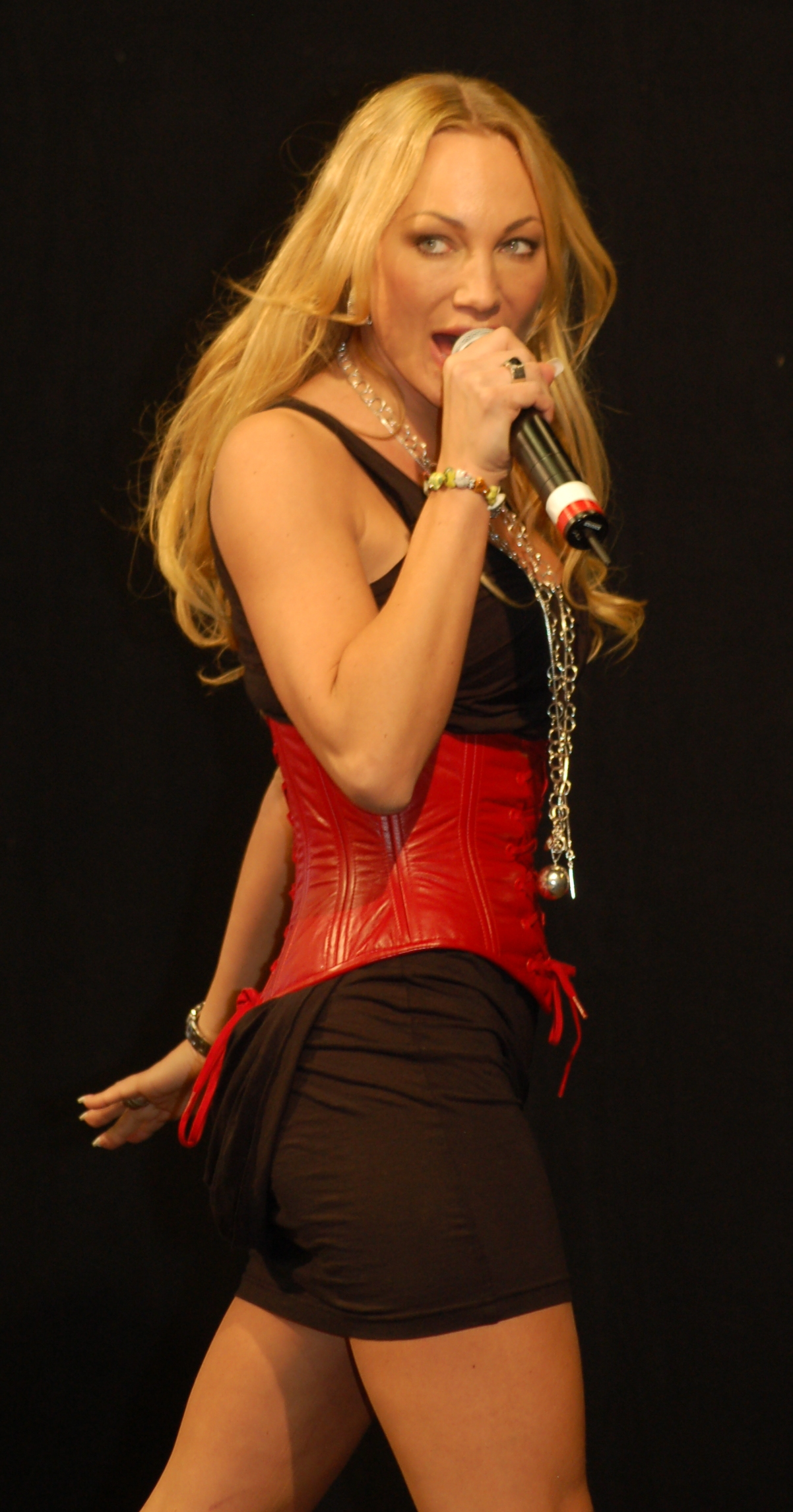
Charlotte en Norrköping.

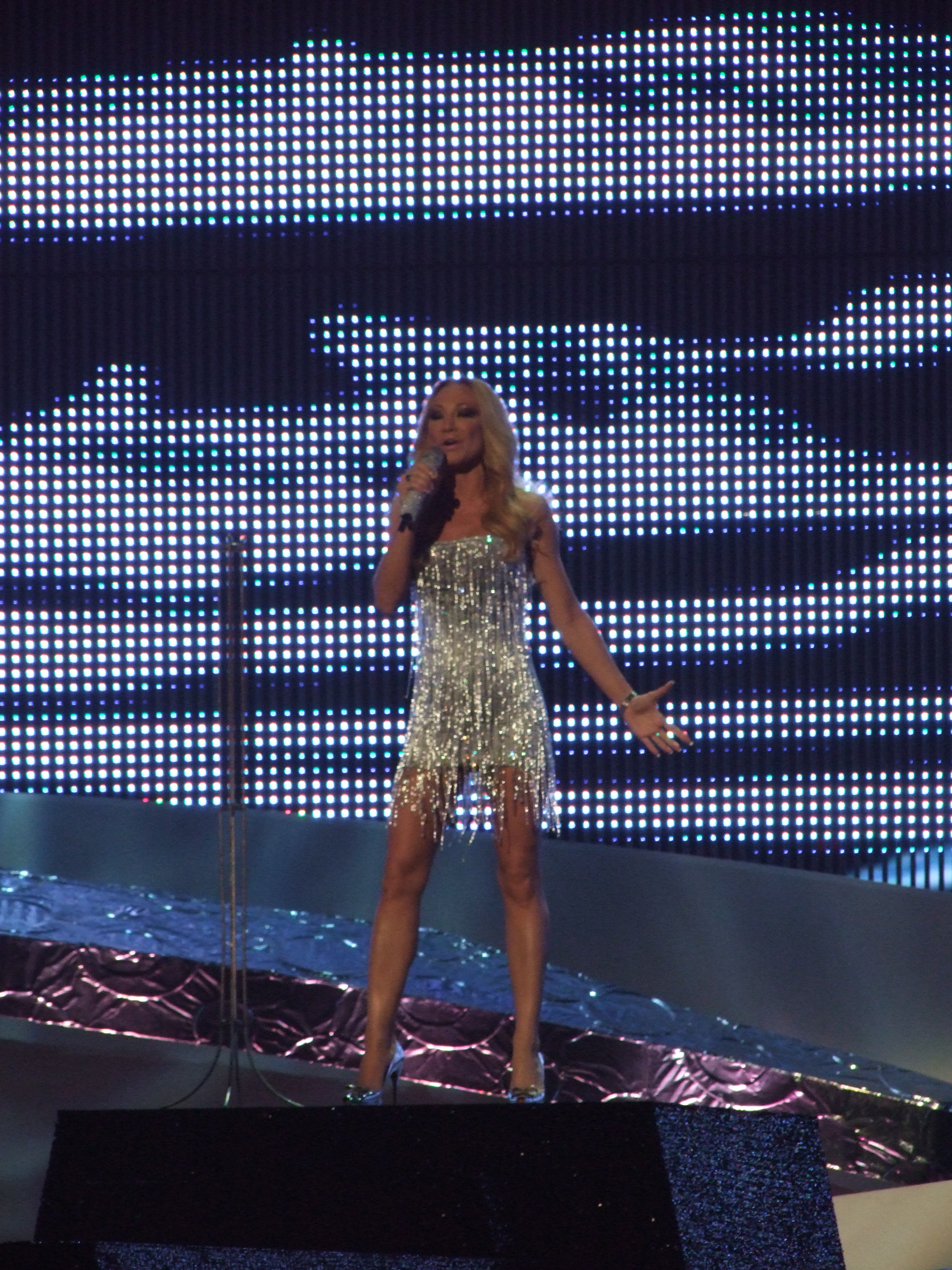
Charlotte en Eurovisión 2008

| 1999 | "Take Me To Your Heaven" - Fecha: septiembre de 1999        | 1  | 9  | 3  |
| 1999 | "I Write You a Lovesong" - Fecha: 1999                      | 5  | 38 | -  |
| 2000 | "Damn You" - Fecha: 2000                                    | -  | -  | -  |
| 2001 | "You Got Me Going Crazy" - Fecha: 2001                      | 2  | 20 | 18 |
| 2002 | "Miss Jealousy" - Fecha: 2002                               | 5  | -  | -  |
| 2002 | "Crying In The Rain" - Fecha: 2002                          | 8  | -  | -  |
| 2003 | "Broken Heart" - Fecha: 2003                                | 7  | -  | -  |
| 2003 | "Julen är här" - Fecha: 2003                                | 7  | -  | -  |
| 2003 | "At Christmas Most Of All" - Fecha: 2003                    | -  | -  | -  |
| 2004 | "Million Miles Away" - Fecha: 2004                          | 11 | -  | -  |
| 2004 | "What A Feeling" - Fecha: 2004                              | -  | -  | -  |
| 2005 | "Cubas Door" - Fecha: 2005                                  | 15 | -  | -  |
| 2007 | "Jag är tillbaks/Som Du" - Fecha: 2007                      | 3  | -  | -  |
| 2008 | "Hero" - Fecha: 2008                                        | 1  | 14 | 7  |
| 2008 | "Bullet" - Fecha: 2008                                      | 4  | -  | -  |
| 2008 | "Addicted" - Fecha: 2008                                    | -  | -  | -  |
| 2008 | "Appreciate" - Fecha: 2008                                  | 11 | -  | -  |
| 2008 | "Rimfrostsjul (The Christmas Song)" - Fecha: 2008           | 11 | -  | -  |
| 2008 | "Mitt Hjärta Slår För Dig (featuring Angelo)" - Fecha: 2008 | 9  | -  | -  |
| 2012 | "The Girl" - Fecha: 2012                                    | 7  | -  | -  |

### Discos
| Año  | Información                                                           | Listas |                                                |
| Año  | Información                                                           | SWE    |                                                |
| ---- | --------------------------------------------------------------------- | ------ | ---------------------------------------------- |
| 1999 | Charlotte - Primer álbum de estudio - Lanzamiento: septiembre de 1999 | 3      | - Lengua:Inglés - Editado en: Suecia           |
| 2001 | Miss Jealousy - Lanzamiento: marzo de 2001                            | 32     | - Lengua:Inglés - Editado en: Sweden           |
| 2004 | Gone too long - Lanzamiento: marzo de 2004                            | 11     | - Lengua:Inglés - Editado en: Suecia           |
| 2006 | I din röst - Lanzamiento: junio de 2006                               | 29     | - Lengua:Sueco - Editado en: Suecia            |
| 2008 | Hero - Released: abril de 2008                                        | 3      | - Lengua: Inglés - Editado en: Suecia, EE. UU. |
| 2008 | Rimfrostjul - Lanzamiento: Navidad de 2008                            | 12     | - Lengua: Sueco/Inglés - Editado en: Suecia    |
| 2012 | The Girl - Lanzamiento: marzo de 2012                                 | 7      | - Lengua: Sueco/Inglés - Editado en: Suecia    |
| 2013 | Min barndoms jul - Lanzamiento: diciembre de 2013                     | 49     | - Lengua: Sueco - Editado en: Suecia           |